# La Petite Dame du wagon-lit
Pour plus de détails, voir Fiche technique et Distribution.
La Petite Dame du wagon-lit est un film français réalisé par Maurice Cammage, sorti en 1936.

## Fiche technique
- Titre : La Petite Dame du wagon-lit
- Réalisation : Maurice Cammage
- Scénario : Jacques Daniel-Norman, d'après la pièce de Henry de Gorsse et Nicolas Nencey
- Photographie : Maurice Forster
- Décors : Hugues Laurent
- Musique : Casimir Oberfeld
- Production : Maurice Cammage
- Pays d'origine :  France
- Format : Noir et blanc - 1,37:1 - 35 mm - Son mono
- Genre : Comédie
- Durée : 100 minutes
- Date de sortie : France - 8 mai 1936

## Distribution
- Pauley
- Roger Tréville
- Colette Darfeuil
- Germaine Roger
- Suzanne Dehelly
- Monette Dinay
- Milly Mathis
- René Lestelly
- Louis Florencie
- Yvonne Yma